# 우나기
《우나기》(일본어: うなぎ)는 1997년에 개봉된 일본 영화이다. 쇼치쿠가 제작, 배급을 맡았으며, 요시무라 아키라의 소설 《어둠 속의 빛》을 원작으로 이마무라 쇼헤이가 감독과 각본을 맡았다. 이마무라의 아들인 덴노 다이스케도 각본에 참가했다. 주연은 야쿠쇼 고지와 시미즈 미사이다.
제50회 칸 영화제에서 《체리향기》와 공동으로 황금종려상을 수상했으며, 오쿠야마 가즈요시가 진행한 〈시네마 재패니스크〉 프로젝트에서 유일하게 성공을 거둔 작품이다.
바람 핀 아내를 살해하고, 이후 사람을 믿지 못하게 되어 애완동물인 장어에게만 마음을 터놓으면서 조용히 이발소를 운영하는 중년 남성과 자신의 처지를 한탄 자살을 시도한 여자, 두 남녀의 마음의 교류를 그린 이야기이다.
이마무라는 《나라야마 부시코》에 이어 두 번째로 황금종려상을 수상했으며, 주연 야쿠소도 작년 《쉘 위 댄스》, 《잠자는 남자》에 이어서 일본 내외 영화상을 다수 수상하며 일본을 대표하는 배우 가운데 한 명으로 입지를 다졌다.

## 줄거리
지바현에서 일본, 야마시타 타쿠로(야쿠쇼 코지)는 익명의 쪽지에 따라 어느 날 밤 일찍 집에 돌아와 아내가 다른 남자와 침대에 있는 것을 발견한다. 그는 아내를 죽이고 경찰에 자수한다. 감옥에서 풀려난 후, 그는 이발소를 열고 다른 사람들과의 대화를 거의 무시하며 이야기하는 애완용 장어를 데려온다. 그는 핫토리 케이코(시미즈 미사)가 자살 시도를 하는 것을 도와주어 그녀가 가게에서 일하게 된다. 그녀는 그에게 로맨틱한 감정을 느끼기 시작하지만, 그는 무관심하게 행동하고 어부 타카다 주키치와 장어 사냥을 갈 때 그녀가 준비한 도시락을 거부한다.
타쿠로는 감옥에서 본 지역 쓰레기 수거원을 알아보고, 쓰레기 수거원은 타쿠로가 자신의 범죄에 대해 충분히 회개하지 않는다고 믿고 타쿠로와 케이코를 스토킹하기 시작한다. 그는 케이코를 강간하려 하고 이발소 문에 타쿠로의 과거를 폭로하는 편지를 남기지만, 타카다가 그것을 제거한다. 케이코는 사채업자 도지마 에이지(다구치 토모로오)의 아이를 임신했다는 사실을 알게 되고, 낙태하기에는 너무 늦었다는 것을 알게 된다.
어느 날 밤, 쓰레기 수거원이 타쿠로의 가게에 가서 질투심 때문에 아내를 죽였다고 비난하며 그를 훈계한다. 둘은 시비가 붙고 타쿠로는 그를 물리친다. 케이코는 예전 회사로 돌아가 부사장으로 재직하며 어머니의 통장을 회수한다. 이로 인해 도지마는 부하들과 함께 이발소로 가서 그녀가 자금을 사업에 재투자할 계획이었기 때문에 절도를 했다고 화를 내며 비난한다. 도지마의 일행과 케이코가 싸우고, 케이코가 타쿠로의 아이를 임신했다는 거짓 폭로가 나온다. 경찰은 케이코의 어머니가 도지마에게 위임장을 서명하지 않았다는 것을 발견하지만, 타쿠로의 가석방 위반 회의로 인해 그는 1년 동안 감옥으로 다시 보내진다. 타쿠로는 자신의 장어를 놓아주고 아기와 함께 그를 기다리겠다고 약속하는 케이코에게 도시락을 받는다.

## 출연진
- 야쿠쇼 고지 - 야마시타 다쿠로
- 시미즈 미사 - 핫토리 게이코
- 에모토 아키라 - 다카사키 다모쓰
- 바이쇼 미츠코 - 나카지마 미사코
- 다구치 도모로 - 도지마 에이지

## 한국판 성우진(MBC)
- 박지훈 - 야마시타(야쿠쇼 고지)
- 정남 - 케이코(시미즈 미사)
- 김태훈 - 나카지마(츠네다 후지오)
- 김호성 - 토지마(타구치 토모로요)
- 최한 - 타카다(사토 마코토)
- 이종혁 - 다카자키(에모토 아키라)
- 윤성혜 - 미사코(바이쇼 미츠코)
- 전임복 - 케이코 엄마(이치하라 에츠코)
- 표영재 - 마사키(코바야시 켄)
- 이병식 - 형사(미츠이시 켄)
- 이상훈 - 형사(우에다 코이치)
- 문남숙 - 야마시타의 아내(테라다 치호)
- 박신희 - 은행 직원(니이다 사유리)
- 방성준 - 의사(신스이 산조)
- 정재헌 - 유지(아이카와 쇼우)
- 이원찬 - 분리 수거원(쿠노사키 세이지)